# 경순왕 영모전
경순왕 영모전은 대한민국 충청남도 보령시 남포면 창동리 산14-3에 있다. 2016년 8월 5일 보령시의 향토문화유산 제5호로 지정되었다.

## 개요
보령시 남포면 창동리 당산의 중상단부에 위치한 사우로 마을에서 소로를 따라 약 200여m 올라간 곳에 있다. 중앙에 석계단을 두고 있으며 이 위에 삼문이 설치되었으며, 건물은 정면 3칸 측면 1칸의 맞배지붕양식이다. 한글로 '경순와영모전'이라는 현판이 걸려 있다. 경순왕은 신라의 마지막 왕으로 보령의 경주 김씨들에 의해서 여기서 제사가 행해진다.